# 그릴레

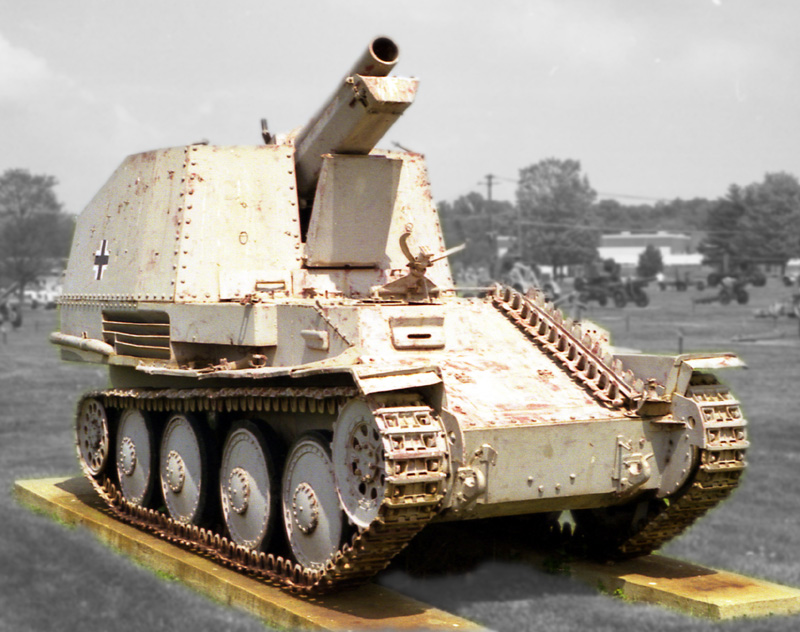

그릴레는 제2차 세계대전 당시 독일에서 개발한 자주포이다. 차체로는 체코슬로바키아에서 접수한
38(t)전차의 차대에 15cm slG33 중보병포를 탑재한 것으로 제식번호는 <Sd.Kfz. 138/1>이었다.
그릴레는 독일어로 귀뚜라미를 의미하는데 형식에 따라 크게 두 가지로 나뉜다.
첫번째 형식은 <그릴레 H형>으로 이것은 최초의 그릴레 형식에 속한다. 체코제의 38(t)전차의 포탑과 상부장갑판을 철거하고
대신 오픈 탑 형식의 전투실을 꾸려 무장으론 1호 및 2호 자주중보병포와 동일한 15cm 중보병포 33을 탑재했다.
원래는 처음부터 자주포 전용의 K형 차체를 양산할 계획이었다.
K형 차체는 다시 대공용과 전차형 두가지로 제작될 계획이었는데 급속한 전력화를 위한 히틀러의 명령으로
전차형의 차체가 잠정적으로 생산되어 K형에 비해 전방으로 무게쏠림 현상이 일어났지만 큰 문제는 없어
1943년 2월부터 1944년 9월까지 체코의 BMM사에서 396문을 제조했다.
두번째 형식은 <그릴레 K형>으로, 알켓 사의 협력에 의해 엔진을 중앙으로 이동하고 전투실을 후방으로 이동시킨
전용 K형 차체를 이용한 생산형이다. H형의 결점을 보완한 신형이라는 오래된 자료에 근거한 해석은 오역으로,
실제 H형은 K형과 병행생산되었다.
자주중보병포 형식은 K형, 대공자주포 형식은 L형, 대전차 자주포 형식은 M형이라 불렀지만 차체 자체는 모두 동일한 것으로
전투실 주변의 장갑 및 무장, 탄약배치가 조금 다를 뿐이다. K형은 H형과 같은 15cm sIG 33 포를 탑재했는데
차체전면장갑은 H형의 15mm에서 20mm로 늘어났다. 역시 BMM사에서 1943년 12월부터 1944년 9월까지 282문이 완성되었다.
또 그릴레의 포탑을 철거한 탄약수송차가 1944년 1월부터 4월까지 93량이 제작되었다. 이것은 포를 고정하기 위한
트레벌링 클램프가 그대로 남겨져 있어 유사시엔 파괴된 그릴레의 15cm sIG 33 포를 떼 내어 탄약수송차에 장착하면
일반적인 그릴레 K형으로 변모할 수 있었다.
그릴레는 주로 장갑사단이나 장갑척탄병 사단의 중보병포 중대에 배치되었는데 각 중대는 6문의 그릴레를 운용했다.
현재 몇 군데의 사이트나 자료에선 그릴레를 영국군이 칭한 그릴레 비슨 1, 비슨2라 표기하기도 하는데 비슨은 영어의
바이슨(Bison)의 독일어식 표기이다.